# The Hu
The HU стилизирано изписване „HU“ е монголска група, която свири Хунну рок с традиционни монголски инструменти, включително Моринхур, и използва монголско гърлено пеене. Очаква се групата да издаде първия си албум през 2019 г., над който твърдят, че са работили седем години. Два видеоклипа на групата, публикувани в YouTube през есента на 2018 г., са събрали над петнадесет милиона посещения до февруари 2019 година. Заглавието на очаквания албум ще е „Gereg“, по наименованието на дипломатически паспорт от времето на Чингис Хан. Групата нарича стила си на музика „хунну рок“ („хунну“ е китайското наименование на хуните), а hu е монголската дума за „човек“. 

## Сингли
- Юве Юве Ю (2018)
- Вълчи тотем (2018)